# Trastorn del pensament
Un trastorn del pensament (TP) és una alteració de la cognició que afecta el llenguatge, el pensament i la comunicació. Els glossaris psiquiàtrics i psicològics dels anys 2015 i 2017 van identificar els trastorns del pensament com a pobresa d'idees, neologismes, paralogia (un trastorn del raonament caracteritzat per l'expressió de pensaments il·lògics o delirants), amanida de paraules i deliri: totes les pertorbacions del contingut i la forma del pensament. S'han suggerit dos termes específics: trastorn del contingut del pensament (TCP) i trastorn formal del pensament (TFP). El TCP s'ha definit com una alteració del pensament caracteritzada per múltiples deliris fragmentats, i el terme trastorn del pensament s'utilitza sovint per referir-se a un TFP: una interrupció de la forma (o estructura) del pensament. També conegut com a pensament desorganitzat, la TFP provoca un discurs desorganitzat i es reconeix com una característica principal de l'esquizofrènia i altres psicosis (incloent-hi el trastorn de l'estat d'ànim, demència, mania i malalties neurològiques). El discurs desorganitzat condueix a una inferència de pensament desorganitzat. Els trastorns del pensament inclouen pensament desorganitzat, discurs pressionat, pobresa de parla, tangencialitat, verbigeració i bloqueig del pensament. Un dels primers casos coneguts de trastorns del pensament, o específicament en el TOC com es coneix avui, va ser l'any 1691. John Moore, que era bisbe, va fer un discurs davant la reina Maria II, sobre "malenconia religiosa".
El trastorn del pensament formal afecta la forma (més que el contingut) del pensament. A diferència de les al·lucinacions i els deliris, és un signe observable i objectiu de psicosi. El TFP és un símptoma bàsic comú d'un trastorn psicòtic, i pot ser vist com un marcador de gravetat i com un indicador de pronòstic. Reflecteix un cúmul de trastorns cognitius, lingüístics i afectius que han generat interès investigador en els camps de la neurociència cognitiva, la neurolingüística, i psiquiatria.
Eugen Bleuler, va ser qui va posar el nom d'esquizofrènia, i va dir que el TP era la seva característica definitòria. Les alteracions del pensament i de la parla, com l'associació fonètica o l'ecolàlia també poden ser presents en la síndrome de Tourette; es poden trobar altres símptomes en delírium. Existeix una diferència clínica entre aquests dos grups. Els pacients amb psicosi són menys propensos a mostrar consciència o preocupació pel pensament desordenat, i els que tenen altres trastorns són conscients i preocupats per no poder pensar amb claredat.